# Иллирийская война
Иллирийская война 35—33 до н. э. — походы Октавиана и его полководцев против иллирийских и альпийских племен. Эти кампании начали длительную серию завоевательных войн Октавиана Августа.

## Причины войны
Римляне овладели значительной частью иллирийского побережья в ходе ряда военных кампаний в III—I веках до н. э. Однако, внутренние районы, так же как и альпийская страна к северу и востоку от Цизальпинской Галлии оставались вне их власти. Кроме того, контроль над побережьем Далмации был в значительной степени утрачен за время гражданских войн 40-х годов до н. э. По мере стабилизации положения в Италии правительство Октавиана возвращалось к традиционной для Рима политике экспансии.
Как полагают исследователи, Октавиан планировал поход против даков с 40 до н. э., когда по условиям Брундизийского мира получил римские территории к западу от Скодры. Эта экспедиция должна была осуществить планы Цезаря по покорению Дакии, и существенно повысила бы престиж Октавиана. До начала 35 до н. э., пока не закончилась война с Секстом Помпеем, Октавиан не мог приступить осуществлению своего замысла, но после покорения Сицилии и присоединения войск Лепида у него оказалось 45 легионов, 40 тыс. легкой пехоты и 25 тыс. конницы. Эти войска были частично демобилизованы, а оставшиеся требовали денежных наград. Содержать большую армию в разоренной гражданской войной Италии было не на что, поэтому завоевательный поход, в котором войска могли бы кормиться за счет покоренных народов, становился ещё более необходимым.

## Кампания 35 до н. э.
Для нападения на даков требовалось подготовить плацдарм, и в этом качестве больше всего подходила крепость племени сегестанов Сиския (Сегестика), расположенная у слияния Савы и Колаписа (Купа). Чтобы её достичь и обеспечить коммуникации, следовало взять под контроль течение Савы и покорить племена, обитавшие к востоку от Юлийских Альп. Исходной точкой для наступления была крепость Сения (Сень) на далматинском побережье. Октавиан с армией прибыл туда из Тергеста, Агриппа с флотом и частью армии — с Сицилии. Общая численность сухопутной армии оценивается примерно в 10 легионов (от 8 до 12). Корабли Агриппы провели операции у побережья, разгромив пиратствовавших либурнов и захватив весь их флот. Жители островов Мелитусса (Млет) и Коркира Нигра (Корчула), также занимавшиеся пиратством, были наказаны: взрослые мужчины перебиты, все остальные — проданы в рабство.
Соединившись в Сении, римские войска выступили на северо-восток, в земли яподов. Из племен яподов, живших на равнине и в предгорьях, моэнтины и авендиаты подчинились римлянам, а самое сильное племя — арупины — собралось из деревень в свой главный город и приготовилось к обороне, но затем разбежалось по лесам. Покорение альпийских племен салассов и яподов, живших к северу от Альп, представляло большие трудности. Против салассов был направлен легат Гай Антистий Вет, который неожиданным нападением и при помощи военной хитрости овладел горными проходами, а затем в течение двух лет осаждал салассов, пока те не сдались и не приняли римские гарнизоны.
Против яподов выступил Октавиан с основными силами. Идти пришлось по крутым и скалистым ущельям, где яподы делали завалы из деревьев и устраивали засады. Чтобы справиться с ними, Октавиан послал специальные отряды, чтобы те двигались с обеих сторон ущелья по вершинам, параллельно основным силам, которые внизу прорубались сквозь лес. Когда яподы совершали нападения из засад, легкая пехота поражала их сверху. Захватив город Терпон, Октавиан двинулся к столице яподов Метулу (возле совр. Огулина).

### Осада Метула
Метул располагался на горе, покрытой густым лесом, на двух вершинах, разделенных узким ущельем. Крепость обороняло около трех тысяч хорошо вооруженных молодых воинов. Римляне стали сооружать насыпь, а защитники пытались им помешать частыми вылазками и обстрелом с помощью машин, которые они захватили во время войны Децима Брута с Антонием. Когда римляне разрушили стену, яподы построили новую, внутри города, и укрылись за ней. Легионеры возвели против этой стены две насыпи, с которых перекинули на неё четыре штурмовых моста. Затем небольшой отряд был направлен в обход города, чтобы разделить защитников, а основные силы пошли по мостам на штурм. Яподам удалось обрушить один за другим три моста, после чего на четвёртый никто не решался ступить. Октавиан, схватив щит, бросился на мост вместе с Агриппой и несколькими телохранителями. Когда они добежали до вражеской стены, остальное войско устремилось за ними, но мост не выдержал и рухнул, убив и покалечив много людей. Октавиан был ранен в правую ногу и обе руки, однако, показался перед войсками, чтобы среди них не возникло паники.
Октавиан приказал строить новые мосты. Защитники крепости были поражены упорством римлян, выдали 50 заложников и приняли римский гарнизон, для которого освободили более высокую вершину, а сами перебрались на другую. Когда гарнизон приказал им разоружиться, яподы в отчаянии пошли на штурм занятого им укрепления, но были отбиты и уничтожены. Тогда оставшиеся жители подожгли город, «причем многие женщины убивали себя и своих детей, другие же, держа в руках ещё живых, сами с ними бросались в огонь». В результате население погибло, «и не осталось никакого следа бывшего здесь раньше большого города». Падение Метула внушило страх прочим заальпийским яподам, и они впервые подчинились римлянам.

### Осада Сискии
После взятия Метула римляне, двигаясь берегом Колаписа, вступили в Паннонию. По словам Аппиана, паннонцы, жившие между яподами и дарданами, все вместе могли выставить до ста тысяч войска, но живя отдельными общинами, не могли сопротивляться римлянам и прятались в лесах, убивая солдат, отделившихся от войска. Видя, что жители не идут ему навстречу, Октавиан за восемь дней предал их поселения огню и мечу, пока не достиг Сискии (Сисак) на реке Саве в земле сегестанов. Город был окружен рекой и большим рвом, и Октавиан планировал создать там базу для наступления на даков и бастарнов. Он приказал построить речную флотилию, которая бы подвозила припасы по Саве на Данубий.
У жителей Сискии он потребовал принятия гарнизона, выдачи заложников и обеспечения войска хлебом. Старейшины согласились на его условия, но когда римский отряд подошел к городу, простой народ закрыл ворота и приготовился к обороне. Октавиан навел мост через реку, а город окружил валами и рвами. Другие паннонские племена пытались оказать помощь Сискии, но их отряды попали в засаду, и частью были перебиты, частью бежали. Дион Кассий сообщает, что союзники римлян (вероятно, скордиски) предоставили Октавиану корабли, которые прошли из Данубия к Сискии и сформировали флотилию, давшую несколько речных сражений варварам, сражавшимся на лодках-однодревках. В одном из этих боев был убит наварх Менодор. На тридцатый день осады крепость сдалась. Октавиан никого не казнил и не изгнал, ограничившись контрибуцией. В городе было создано укрепление, в котором разместились 25 когорт под командованием Фуфия Гемина.

## Восстания
Взятием Сискии кампания закончилась и Октавиан вернулся в Рим, но после его ухода одно из племен яподов — позены — подняло восстание. Легат Марк Гельвий его подавил, «виновников отпадения казнил, а остальных продал в рабство». Сегестаны также восстали, и Октавиан уже зимой 35/34 до н. э. выступил против них в поход, так как появились слухи, что они перебили гарнизон Сискии. Слух оказался преувеличенным, но в результате внезапного нападения сегестаны и правда убили много римских солдат, однако, на следующий день римляне одержали над ними победу. Дион Кассий пишет, что отряд Гемина даже был изгнан из Сискии, и ему пришлось дать несколько сражений, чтобы подавить восстание.

## Кампания 34 до н. э.
В 34 до н. э. стратегические планы Октавиана изменились. Исследователи полагают, что ухудшение отношений с Марком Антонием заставило его отказаться от далекого дакийского похода. Октавиан выбрал более близкую цель — покорение внутренних районов Иллирии, что, помимо расширения территории государства и доходов от грабежа, давало ему выход к границе Македонии, принадлежавшей коллеге-триумвиру, и позволяло создать удобный плацдарм на случай войны.
Весной Октавиан выступил против далматов. Это племя, по словам Аппиана, настолько возгордилось тем, что в 47 до н. э. разгромило Авла Габиния и захватило легионных орлов, что с тех пор не складывало оружия. Собрав 12-тыс. войско и выбрав вождем некоего Верса, они укрепились в городе либурнов Промоне. Помимо укреплений, этот город был защищен самим расположением, «место это гористое, и вокруг него со всех сторон находятся холмы с краями, острыми, как пила». Основная часть далматского войска находилась в городе, а на окрестных холмах были размещены гарнизоны. Внезапным ночным нападением римский отряд овладел самым высоким из холмов, и Октавиан, направив ему подкрепления, повел основные силы к городу. С захваченной вершины римляне атаковали соседние, ниже лежащие холмы. Среди далматов началась паника, и опасаясь оказаться отрезанными, они бросили свои позиции и бежали в Промону.
Затем Октавиан начал возводить стену вокруг города и двух холмов, которые ещё были заняты противником. На помощь осажденным подошло другое далматское войско во главе с Тестимом, но римляне его разбили и загнали в горы. Осажденные сделали вылазку, но были отражены, и на плечах бегущих римляне ворвались в город. Там они перебили треть вражеского войска, остальные заперлись в цитадели. Октавиан поставил когорту сторожить её ворота, но на четвертую ночь далматы напали на неё, и легионеры в страхе бежали. Вылазка была отбита, и на следующий день цитадель сдалась. Бежавшую когорту Октавиан подверг децимации, казнив ещё и двух центурионов. «А остальным он велел в течение этого лета давать в пищу вместо хлеба овес».
После этого римляне захватили и сожгли город Синодий, на краю леса, где далматы устроили засаду Габинию. Затем Октавиан двинулся к Сетовии (Синь), сжигая все захваченные селения. Сетовия была осаждена. Войско, пытавшееся её деблокировать, было разбито. В этом бою Октавиан был ранен камнем в колено и потом долго лечился. Затем он вернулся в Рим, оставив Статилия Тавра заканчивать кампанию.

## Кампания 33 до н. э.
Вступив в должность консула, Октавиан в тот же день передал полномочия Автронию Пету, и вновь отправился на войну. Далматы, будучи блокированы, и страдая от голода, сдались и выдали в заложники 700 детей, а также вернули легионных орлов. Следом сдались дербаны и ещё несколько племен. Аппиан пишет, что «Цезарь покорил всю Иллирийскую землю, как ту, которая отпала от римлян, так и ту, которая раньше не была им подчинена», однако, уточняет, что заключали с римлянами договоры и выдавали заложников только те племена, до которых дошел Октавиан со своим войском. Сенат постановил предоставить Октавиану триумф.. Он справил его после победы над Антонием; победе над иллирийцами был посвящён первый день трёхдневного триумфа 13—15 августа 29 до н. э.

## Война в альпийской области
В Альпах салассы после ухода римской армии изгнали оставленные гарнизоны. Посланные против них войска ничего не могли сделать, и Октавиан согласился признать их независимость, если они не будут нападать на римлян. Салассы отвергли эти предложения и продолжили набеги, тогда против них был послан Мессала Корвин, который блокадой принудил это племя к капитуляции. Дион Кассий пишет, что Мессала покорил и другие племена, «восставшие против римлян», но не указывает, какие именно. Тибулл в одной из своих элегий упоминает о победе полководца «над русоголовыми карнами». Предполагается, что кроме салассов и карнов, Мессала в 34—33 до н. э. действовал против ретов и таврисков Норика.

## Итоги войны
Насколько далеко продвинулись римские границы в результате этой войны — вопрос спорный. Предполагается, что на севере они достигли среднего течения Савы, возможно, были подчинены племена междуречья Савы и Дравы. Не исключено, что передовые отряды достигли нижнего течения Савы, и обитавшие там племена формально признали власть Рима. Значительная часть Иллирии была подчинена, хотя внутренние районы Далмации между Савой и границами Мёзии и Македонии вряд ли были захвачены уже тогда. В альпийском регионе были взяты под контроль важные перевалы и создан плацдарм для наступления на племена Реции и Норика. Началось освоение захваченных областей, куда выводились римские колонии: Пола (Пула), Ядар (Задар), Эмона (Любляна), Сиския (Сисак), Нарона и др. Из своей доли иллирийской добычи Октавиан выделил средства на постройку библиотеки, названной в честь его сестры, и портика Октавии.